# لوسيان سيمون
لوسيان سيمون (بالفرنسية: Lucien Simon)‏ هو رسام فرنسي، ولد في 18 يوليو 1861 في باريس في فرنسا، وتوفي في 13 أكتوبر 1945 في Combrit ‏ في فرنسا.

## وصلات خارجية
- لوسيان سيمون على موقع أوليمبيديا (الإنجليزية)